# Běsi
Běsi jsou antinihilistický román Fjodora Dostojevského, poprvé publikovaný v letech 1871–1872 v časopise Ruský věstník, knižně pak v roce 1873. Jedná se o třetí ze čtyř velkých Dostojevského románů napsaných po jeho návratu ze sibiřského vyhnanství. Běsi jsou sociálně-existenciálním, psychologickým dramatem a také rozsáhlou tragédií.

## Charakteristika
Běsi jsou alegorií vykreslující katastrofální důsledky politického a morálního nihilismu, který se v Rusku šířil v 60. letech 19. století. Fiktivní ruské město upadá do chaosu, když se stává ohniskem pokusu o revoluci, který zorganizoval vůdce spiklenců Petr Verchovenskij. Knize dominuje tajemná aristokratická postava Nikolaje Stavrogina – Verchovenského morální protějšek. Stavrogin má mimořádný vliv na srdce a mysl téměř všech ostatních postav. Idealistická, Západem ovlivněná generace 40. let, v románu zastoupená postavou Stěpana Verchovenského (jenž je otcem Petra Verchovenského a také někdejším učitelem Nikolaje Stavrogina), je zobrazena jako nevědomý původce a pomahač „démonických“ sil, které se zmocnily města. Stěpan Verchovenskij tak není jen biologickým otcem Petra, ale i jeho otcem ideovým.

## Vznik
Koncem 60. let Rusko zaznamenalo zvýšený výskyt politických nepokojů způsobených radikálními studentskými kroužky, jež byly pod vlivem liberálních, socialistických a revolučních myšlenek importovaných z Evropy. V roce 1869 Dostojevskij pojal myšlenku „románu-pamfletu“, namířeného proti radikálům. Zápletka románu byla inspirována vraždou studenta Ivana Ivanova, za níž stál anarchista Sergej Něčajev. Již předtím Dostojevskij pracoval na filozofickém románu (se zamýšleným názvem Život velkého hříšníka), jenž měl zkoumat psychologické a morální důsledky ateismu. Politickou polemiku a psychologický román spisovatel nakonec sloučil do jednoho rozsáhlého díla – Běsů.

## Hlavní postavy
- Stěpan Trofimovič Verchovenskij
- Varvara Petrovna Stavrogina
- Nikolaj Vsevolodovič Stavrogin
- Petr Stěpanovič Verchovenskij
- Ivan Pavlovič Šatov
- Alexej Nilyč Kirillov

## Vedlejší postavy
- Lizaveta Nikolajevna Tušinová (Líza)
- Darja Pavlovna (Dáša)
- Marja Timofejevna Lebjadkinová
- Kapitán Lebjadkin
- Feďka Kriminálník
- Andrej Antonovič von Lembke
- Julie Michajlovna von Lembke
- Semjon Jegorovič Karmazinov
- Biskup Tichon (inspirovaný postavou svatého Tichona Zadonského)